# Wat een idee!?
Wat een idee!? is een Nederlandstalig nummer van de Belgische actrice-zangeres Pommelien Thijs. Het nummer werd op 15 september 2022 uitgebracht in België. Het nummer werd verkozen als Q-Top schijf en MNM-Big Hit. Eén week later kwam het nummer meteen binnen op plaats 3 in de Ultratop 50. Thijs zong het nummer voor het eerst tijdens het programma Tien om te zien.

## Hitlijsten

### Ultratop 50 Vlaanderen
| Positie: | 3 | 10 | 8 | 14 | 7 | 7 | 14 | 16 | 13 | 16 | 19 | 37 | uit |